# Frisky
Frisky  è un brano musicale del rapper britannico Tinie Tempah, pubblicato come secondo singolo estratto dall'album Disc-Overy, pubblicato dalla Parlophone. Il singolo è stato reso disponibile per il download digitale il 6 giugno 2010, e figura il featuring di Labrinth, collaboratore storico di Tempah e produttore del brano.

## Tracce
Digital download
1. Frisky (album version) – 4:55
2. Frisky (radio edit) – 3:39
3. Frisky (Shy FX & Benny Page Digital Soundboy Remix) – 5:01
4. Frisky (South Rakkas Crew 'Frisky f**K Me Remix') – 4:55
5. Frisky (Kurtis Mantronik 'La La La' Remix) – 5:58
6. Frisky (music video) – 3:38

## Classifiche
| Classifica (2010) | Posizione più alta |
| ----------------- | ------------------ |
| Irlanda           | 3                  |
| Scozia            | 1                  |
| Regno Unito       | 2                  |